# 倭犰狳亞科
倭犰狳亞科（學名：Chlamyphorinae）是南美洲哺乳綱動物有甲目倭犰狳科之下三個亞科的其中一個。
本亞科的成員大多數都是挖洞動物，所以牠們的眼睛都變小了，但卻發展出強大的前臂與挖掘用的大爪。
一個线粒体DNA的研究結果認為倭犰狳亞科是與六帶犰狳亞科（Tolypeutinae）、三帶犰狳亞科（Tolypeutinae）及已滅絕的雕齒獸亞科是同一個支序的姐妹群。
倭犰狳亞科包括下列兩個屬：
- 圓頭倭犰狳屬 Calyptophractus Fitzinger, 1871
- 倭犰狳屬 Chlamyphorus Harlan, 1825